# سون داي هو
سون داي هو (هانغل: 손대호)، من مواليد 11 سبتمبر 1981 في بوهانغ في كوريا الجنوبية، لاعب كرة قدم كوري جنوبي.
بدأ مسيرته الكروية مع نادي سوون بلووينغز في عام 2002، ولعب معهم حتى عام 2004، وشارك معهم في 22 مباراة وسجل هدف واحد، وفي عام 2004 انتقل إلى نادي سيونغنام إلهوا تشونما.
و قد بدأ باللعب مع منتخب كوريا الجنوبية لكرة القدم في عام 2007.

## روابط خارجية
- سون داي هو على موقع دوري كوريا الجنوبية (الإنجليزية)
- سون داي هو على موقع قاعدة بيانات كرة القدم.إي يو (الإنجليزية)
- سون داي هو على موقع ناشيونال فوتبول تيمز (الإنجليزية)
- سون داي هو على موقع Soccerway.com (الإنجليزية)
- سون داي هو على موقع كووورة